# Kwizzele
Kwizzele is een Nederlands televisieprogramma van L1.
Het is een quizprogramma over de kennis van de Limburgse cultuur. Een uitzending - die ongeveer 14 minuten duurt - bestaat uit drie rondes: Kieke! (Limburgs voor "kijken"), Huure! (luisteren) en Dauwe! (duwen). Tijdens het spel kan een extra hulpmiddel toegepast worden: De Foetelaer (de valsspeler). Na het inzetten van De Foetelaer worden de punten verdubbeld. Het team, bestaande uit twee deelnemers, dat op het eind de meeste punten heeft mag de volgende aflevering terugkomen. Zodra een team vier afleveringen achter elkaar wint, komen zij op de Wall of Fame van Kwizzele. Alle deelnemers op de Wall of Fame mogen uiteindelijk, tijdens de finale van het seizoen, terugkomen. De winnaar van de finaleronde wint een 8-daagse vakantiereis. De presentatie is in handen van Frans Pollux. Anno 2021 zijn er meer dan 250 afleveringen van Kwizzele uitgezonden. 

## Onderdelen[2]
Ronde 1, Kieke!Iedere kandidaat mag twee regio's kiezen. Men krijgt dan een vraag die betrekking heeft op dat gebied. De regio’s zijn: Noord-, Midden-, Zuid-Limburg en Maastricht-Heuvelland.
Ronde 2, Huure!"Hoe goed is je dialect?" De kandidaten krijgen vragen over een typisch Limburgs woord of gezegde.
Ronde 3, Dauwe!"En nu gaat het om snelheid! Dit is je kans om de winst veilig te stellen of je achterstand helemaal goed te maken." Het team dat het snelst op de knop drukt, mag de vraag beantwoorden. Vanaf deze ronde kan De Foetelaer ingezet worden.

## Winnaars
| Jaar:      | Winnaar(s):   | Finalisten:                                                                                                 |
| ---------- | ------------- | --- |
| 2020/2021* | n.n.b.        | Gilbert, Björn, Roger, Vienna, Roy en Ria (voorlopig)**                                                     |
| 2019       | Mia en Andrea | Drik en Paul, Monique en Piet, Hans en Leon, Ton en Corinne, Fer en Jan, Pieter en Paul en Maurice en John. |